# Oreocharis aurea
Oreocharis aurea är en tvåhjärtbladig växtart som beskrevs av Stephen Troyte Dunn. Oreocharis aurea ingår i släktet Oreocharis och familjen Gesneriaceae.

## Underarter
Arten delas in i följande underarter:
- O. a. aurea
- O. a. cordato-ovata